# Wesmaelius sufuensis
Wesmaelius sufuensis är en insektsart som beskrevs av Bo Tjeder 1968. Wesmaelius sufuensis ingår i släktet Wesmaelius och familjen florsländor. Inga underarter finns listade i Catalogue of Life.